# Macrosteles quadrimaculata
Macrosteles quadrimaculata är en insektsart som beskrevs av Matsumura 1900. Macrosteles quadrimaculata ingår i släktet Macrosteles och familjen dvärgstritar. Inga underarter finns listade i Catalogue of Life.